# Llibre dels feits
El Llibre dels feits o Llibre dels feyts (en catalán/valenciano moderno, Llibre dels fets), de título completo Llibre dels feits del rei en Jaume (traducible en castellano como Libro de los hechos del rey Jaime), también denominado Crónica de Jaime I, es la primera de las denominadas cuatro grandes crónicas de la Corona de Aragón (parte nororiental de lo que ahora es España). Parece ser que la conquista de Mallorca (1229) impulsó su redacción. Jaime I el Conquistador murió en 1276, por lo que la obra debía de estar prácticamente acabada poco antes (1274). No obstante, las copias que han llegado hasta nuestros días son posteriores (el manuscrito más antiguo conservado es de 1343, después de una traducción al latín de 1313).

## Características

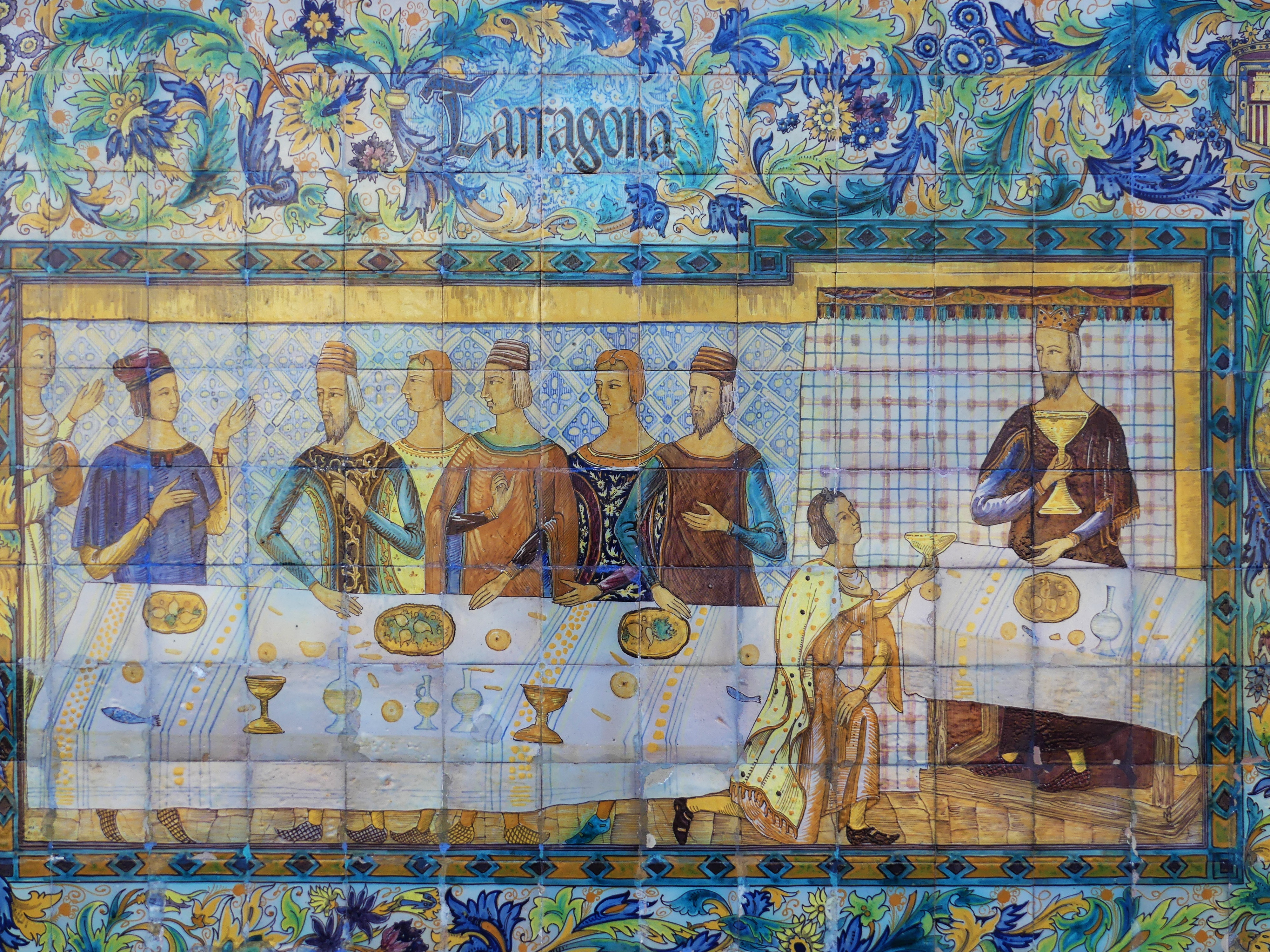
Cena con Jaime I, basada en la ilustración del libro, en el banco dedicado a la provincia de Tarragona de la Plaza de España de Sevilla.

El título es significativo ya que no se trata de una crónica sino de un «libro de hechos». Los estudios realizados en la década de 1980 llegan a la conclusión de que se trata de un libro que no pertenece a ningún género conocido y que está fuertemente influido por el lenguaje oral: está redactado desde la oralidad. Aunque la obra fue dictada por el mismo Jaime I, fue redactada por escribas. Jaime I era illiteratus, no sabía escribir, aunque era un hombre culto.

... I diu Mon Senyor San Jaume que la fe sense obres, morta es. Aquesta paraula va voler complir Nostre Senyor en els nostres fets...

Las principales características de la crónica son:
- El sentimiento religioso
- El amor del rey por sus reinos
- La participación directa en los eventos descritos
- El espírito militar y heroico
- El lenguaje popular e improvisado

## Estructura
La crónica narra, de forma autobiográfica, la vida y las gestas más importantes del rey, especialmente las conquistas de Mallorca y la Valencia musulmana. La historia empieza con su nacimiento y termina con su muerte (de 1208 a 1276). Alguien propuesto por él realizó el prólogo y el epílogo. Tanto por la erudición como por su perfección estilística, este prólogo debió de ser realizado por alguien de cultura superior una vez el monarca ya estaba muerto.
El rey fue muy explícito al expresar la finalidad de sus «memorias»: 

E per tal que los hòmens coneguessen, quan hauríem passada aquesta vida mortal, ço que nós hauríem fet [...] e per dar eximpli a tots los altres hòmens del món... (es para que los hombres conozcan, cuando ya hayamos pasado de la vida mortal, lo que nosotros hemos hecho [...] y para dar ejemplo a todos los otros hombres del mundo).

## Contenido
El contenido de este libro se puede dividir en cuatro partes diferentes:
- Entre 1208 y 1228: se explican un conjunto de pequeños conflictos que tuvieron lugar durante su edad más tierna, mientras los templarios se ocupaban de su formación. Algunos capítulos están dedicados a sus antepasados y padres: su madre (María de Montpellier), por quien fue Señor de Montpellier, y a su padre (Pedro II de Aragón "El Católico"), por quien fue Rey de Aragón , Conde de Barcelona y Conde de Urgell. Se habla del engendramiento casi milagroso de Jaime I y unos capítulos están dedicados a la muerte de Pedro II de Aragón en Muret y a la boda de Jaime con Leonor de Castilla, entre otros.
- De 1229 a 1240: es la parte más desarrollada del Llibre dels fets. Narra la conquista de Mallorca. Sería el primer paso en el destino de la Corona de Aragón. Posteriormente llegaría la conquista de Valencia (1238). En el libro se intenta demostrar que todos estos hechos pudieron ser llevados a cabo por el rey gracias a que contaba con el favor divino.
- De 1240 a 1265: los hechos narrados son menos dinámicos. Narra los conflictos con los sarracenos rebeldes de Valencia.
- De 1265 a 1276: vuelve el dinamismo y las narraciones bélicas, de nuevo contra los sarracenos. Tiene lugar la reconquista de Murcia. Además, aparecen numerosos episodios de política interna que pretenden justificar sus actos. Los últimos capítulos, que narran la enfermedad que llevó a la muerte de Jaime I, fueron redactados por alguna otra personalidad que quiso incorporar la muerte del monarca a la crónica.

Respecto a la colaboración con Alfonso X, rey de Castilla, en la conquista de Murcia, la justificó diciendo:

La primera cosa per Deu, la segona per salvar Espanya, la terça que nos e vos haiam tan bon preu e tan gran nom que per nos e per vos es salvada Espanya. (La primera cosa por Dios, la segunda por salvar España, la tercera, que nosotros tengamos tan buen precio y tan gran nombre. Para nosotros y para vosotros es salvada
España).

## Capítulos
- Capítulo 1: Prólogo
- Capítulo 2-4: Ancestros
- Capítulo 5: Leyenda de la concepción y el bautismo
- Capítulos 6-7: Padre y madre: María de Montpellier y Pedro II de Aragón.
- Capítulo 8-9: Cautiverio de Jaime I por Simón de Montfort, comandante de los cruzados francos, y muerte del rey Pedro II de Aragón en la batalla de Muret en 1213 defendiendo a sus vasallos contra los cruzados francos que invadían Occitania en la Cruzada contra los Albigenses.

- Capítulo 10: Liberación del Infante Jaume teniendo este entre 6 o 7 años.
- Capítulo 11: Asamblea o Cortes de Lérida
- Capítulo 12-14: Estancia en el Castillo de Monzón, donde fue criado por los Caballeros Templarios.

- Capítulo 15-16: Primera revuelta nobiliaria contra Jaime I de Aragón
- Capítulo 17-19: Matrimonio con Leonor de Castilla
- Capítulo 20-25: Segunda revuelta nobiliaria contra Jaime I de Aragón
- Capítulo 26-34: Tercera revuelta nobiliaria contra Jaime I de Aragón
- Capítulo 35-46: Guerra por el condado de Urgell
- Capítulo 47-117: Conquista de Mallorca
- Capítulo 118-124: Sometimiento de Menorca por el Tratado de Capdepera
- Capítulo 125-126: Conquista de Ibiza
- Capítulo 127-289: Conquista de Valencia

## Lenguaje y estilo
El primer manuscrito de la obra es la traducción al latín de 1313 realizada por Pedro Marsilio bajo el encargo de Jaime II. El autor se excusa de la traducción a causa del estilo “no cultivado” y “rude” que presenta la obra original. Eso da a pensar que la obra original fue dictada íntegramente por Jaime I y que, por lo tanto, el estilo y la organización no son propios de un profesional de la escritura. Las muestras de oralidad pueden ser cosas como un estilo aspro y unas frases mal construidas y mal organizadas. Así pues, no se trata de una narración en primera persona con un narrador protagonista que emplea el plural mayestático Nós en la mayor parte de la narración, sino que, de hecho, se trata del único texto historiográfico medieval en primera persona, juntamente con la Crónica de Pedro el Ceremonioso (que imita el Llibre dels fets).
La intención de la crónica era didáctica y justificaba el sentimiento religioso que se refleja a lo largo de toda la crónica como un impulso religioso. Jaime I creía que la ejecución de la obra estaba guiada por la divina providencia. El rey, a quien le gusta aparecer como un héroe de epopeya, no siempre hace historia militar y política, sino que muchas veces nos muestra los pequeños hechos de su vida y los rincones más íntimos de su personalidad y de sus pensamientos.
Se utiliza un lenguaje vivo, espontáneo y popular (refranes, dichos y expresiones coloquiales, utilización de la primera persona del plural...) y influenciado por el aragonés. También se muestra la lengua propia de los distintos personajes: catalán/valenciano, aragonés, castellano, árabe, occitano o francés, ya que la obra tenía la voluntad de reflejar la realidad lingüística del contacto entre lenguas que vivió Jaime I. Los diálogos en estilo directo en todas esas lenguas dotan la obra de realismo y verosimilitud.
Cabe señalar que existe una versión musulmana contemporánea que relata algunos de los mismos hechos: la Tarij Mayurqa (Historia de Mallorca) de Ibs Amira.
En cuanto a la lengua de la Crónica de Jaime I, podemos ver la coexistencia de diversas variantes formales derivadas de un mismo étimo. Eso es una muestra que la lengua catalana está todavía en un momento de evolución fonética y en proceso de fijación de una norma. Por ejemplo, en el texto coexisten las formas vots, vou y veu, derivadas del termo latín voce, o algunos prefijos por un mismo verbo como derrocar, enderrocar y esderrocar. Se trata de una variación habitual en la época, ya que no es hasta medianos del siglo XIV que la Cancillería Real empieza a imponer un modelo de lengua.

## Datación
Según Luis Nicolau d’Olwer, la narración del Llibre dels fets se puede dividir en cuatro bloques: (1) El nacimiento y los primeros años de Jaime I (1208-1228); (2) El asunto del Condado de Urgell y las campañas de conquista de los reinos de Mallorca y Valencia (1228-1240); (3) La conquista del Reino de Valencia, los problemas diplomáticos con Castilla y la revuelta de Alaçrac (1242–1265); (4) La conquista del Reino de Murcia , la cruzada fallida de 1269 y los problemas entre el infante Pedro y su hermanastro Ferran Sanxis de Castre (1265–1276). Los hechos anteriores a 1228 se explican de forma breve e imprecisa incluso con importantes errores, mientras que a partir de entonces la narración muestra mayor detalle y precisión. Los hechos de 1242-1265 se condensan en unas pocas páginas, mientras que los años posteriores se explican nuevamente con gran detalle. 
Según Nicolau d’Olwer, la redacción de estos cuatro bloques se dividiría en dos etapas con unos treinta años de distancia. La primera de las etapas sería por los alrededores de 1244 en Játiva durante una larga estancia del rey. La segunda etapa, en cambio, se escribió por los alrededores de 1274 en Barcelona, donde el rey pasó ocho meses. La redacción en dos etapas explicaría las diferencias de estilo entre el primero y el tercer bloque, y el segundo y el cuarto. Que el primero y el tercero tengan un estilo de narración breve y deficiente se debe a la distancia cronológica respecto al momento de redacción. Por contra, los bloques dos y cuatro tienen una redacción más detallada y completa a causa de la proximidad entre el momento de los hechos con su redacción. Esta cronología también explicaría que Marsilio hiciese referencia a documentos en plural, ya que podrían corresponder a dos volúmenes distintos. Tanto el traductor, en latín, como el copista, en catalán, seguramente hicieron pocos cambios sobre los documentos, como bien refleja el contenido coincidente de los dos. 
Así mismo, actualmente esta teoría ha sido cuestionada por diversos autores como Josep Maria Pujol i Sanmartín o Stefano Maria Cingolani, que consideran que la redacción de la obra no se produjo en dos etapas, sino que se escribió toda durante los últimos años de Jaime I en un momento en que el rey tenía una visión en perspectiva de toda su vida.
Nicolau sugirió que durante la primera parte, el colaborador del rey quizás fue el jurista Bernat Vidal, mientras que Manuel de Montoliu proponía como único colaborador Jaime Sarroca, consejero real, degano de Valencia, sacristán de Lérida y obispo de Huesca. Nicolau acabó aceptando que Sarroca fue colaborador, pero solo en la segunda parte. Estudiosos posteriores han teorizado que Sarroca seguramente hizo una intervención personal, pero no se dedicó a esa tarea plenamente ya que fue un hombre demasiado importante. Quizás un funcionario supeditado a él, como Guillem Sarroca (escribano del rey entre 1243 y 1276), se dedicó a ello.
Por otro lado, la falta de textos originales ha puesto en duda si puede ser considerada una obra del siglo XIII o una reconstrucción del siglo XIV. Sin embargo, el mismo Pedro Marsilio dice que ordenó en latín y distribuyó en capítulos los textos sobre los hechos de Jaume I que se conservaban en el archivo real. Por lo tanto, sabemos que los textos ya existían y estaban en lengua vulgar. Sin embargo, el prefacio permite interpretar que no se trataba de un único documento y que la unificación en un solo libro y la distribución por capítulos quizás es debida a la obra de Marsilio. Por contra, no sabemos si el manuscrito de Poblet era una copia del original o de otra copia. Así pues, a pesar de la concordancia casi absoluta de los hechos relatados, la versión catalana no puede ser traducción de Marsilio. Pues la traducción de Marsilio está escrita en tercera persona con algún descuido de la primera, y la versión catalana está escrita en primera persona, principalmente usando el plural mayestático «Nós», con algunas introducciones del singular «jo». Esta última circunstancia hace prácticamente imposible que la versión catalana derive de Marsilio, pero en cualquier caso, los dos trabajan sobre un texto escrito en primera persona.

## Códices y ediciones
Nos han llegado diversos manuscritos del Llibre dels fets tanto en catalán como en latín. De hecho, el manuscrito más antiguo y más cercano cronológicamente al manuscrito original es el Liber gestorum, la traducción al latín hecha por Pedro Marsilio y encargada por Jaime II y publicada en 1313 durante el reinado de Pedro III. Así pues, el manuscrito original no se ha conservado pero, aun así, hay documentados un par de códices anteriores a la traducción de Marsili que tampoco se han conservado. El manuscrito más antiguo conservado en catalán del Llibre dels fets es el manuscrito de Poblet (o ms. H) de 1343, y en total se conservan siete códices de hasta el siglo XV, cinco del siglo XIV y dos del siglo XV.
Crónica en latín de Pedro Marsili (1313)
El testimonio más antiguo de la crónica data del 2 de abril de 1313 y es el Liber gestorum, la traducción al latín de Pere Marsilio. El rey Jaime II de Aragón encargó al fray Pedro Marsilio la traducción al latín del Llibre dels fets adecuándolo a las costumbres y a los estándares lingüísticos de una crónica de principios del siglo XIV: «[...] De modo que las hazañas de su glorioso abuelo (Jacobo I), recogidas en un estilo veraz pero vulgar, sean puestas al día y una vez traducidas al latín, formen un solo volumen de
Historia, una crónica completa en la que se recojan todas las acciones del rey su abuelo (Jaime I el Conquistador) se entretejerán». Marsili finalizó el encargo real el 2 de abril de 1313, y pidió al rey que una copia se destinase al convento de los frayres Predicadores de Mallorca, su tierra natal, para que fuese leída durante la Fiesta de l’Estendard: «[...] con el propósito del último día del año, la fiesta anual que conmemora la conquista de la
ciudad de Mallorca, para gloria de Dios y memoria eternamente venerable de su afortunado Príncipe (Jaime I), y así los frailes que prediquen en esta significativa fecha solemne ante todo el clero y el pueblo, puedan fiarse de este libro, y ser más firmemente informados de la verdad de los hechos».
El libramiento oficial de la Cronice Illustrissimi Regis Aragonum domini Jacobi victorissimi principis tuvo lugar el 2 de junio de 1314 en la Iglesia de los Frayres Predicadores de Valencia.
La obra de Marsilio, según los expertos, en ciertas cosas es más fiel a los originales en catalán (hoy en día perdidos). Se ha llegado a esta conclusión debido a que ciertos detalles de su texto no existen en las versione catalanas posteriores, que debieron de ser copiadas de los originales realizando la
supresión de ciertos detalles o explicándoles de forma menos precisa. Estas versiones en catalán también contienen otros detalles que son añadidos por el traductor. Por lo tanto, no se trata de una simple traducción al latín, sino que, siguiendo las disposiciones del rey, Marsilio trató de adaptar la crónica a los cánones de la época. Así, episodios íntimos narrados por Jaime I como el inicio de sus relaciones sexuales con la reina Elionor de Castilla fueron censurados; las descripciones topográficas de Mallorca fueron mejoradas y corregidas; leyendas como el «Plante por la muerte de los Montcada» fueron añadidas; y el estilo en primera persona fue cambiado por un narrador en tercera persona.
Aunque no tuvo mucho éxito, la obra del fray Pedro Marsili destaca por su contribución al «Sermón de la conquesta» de la Fiesta del Estandarte, donde la lectura año tras año por los predicadores del «Plante por la muerte de los Montcada» debió de constituir un momento de elocuencia sagrada.
De la traducción al latín del fray Pedro Marsilio se conservan cuatro manuscritos medievales y dos copias manuscritas de los siglos XVII y XIX:
- U. Biblioteca de la Universidad de Barcelona (siglo XIV ,

incompleto)
- M. Archivo del Reino de Mallorca (siglo XIV , sólo libro II, en

letra gótica y más lujoso)
- P. Archivo de la Catedral de Palma (siglo XIV , sólo libro II)
- C. Biblioteca de Cataluña (siglo XVI , única copia completa)
- A. Archivo de la Corona de Aragón (siglo XVII , mal copiado,

queda cortado a mitad de cabeza. 33 del Libro III)
- H. Real Academia de la Historia (siglo XIX , P. Villanueva,

cortado en el capítulo XLV del último libro)
Manuscrito de Poblet (1343)
El segundo códice es del 1343. Es el códice más antiguo que se ha conservado en versión original en catalán. Se conoce actualmente con la sigla H y se encuentra en la Biblioteca de la Universidad de Barcelona (Manuscrito Ms. 1). El manuscrito procede del Real Monasterio de Santa María de Poblet, y es una copia encargada por el abad de Poblet Ponç de Copons, tal y como constata el colofón del texto: «Este libro fue encargado por el honorable Ponç de Copons, por la gracia de Dios, abad del Monasterio de Santa Maria Poblet, donde yace el altísimo Señor Sir James, de quien habla el libro, de las hazañas y actos que encontró en su vida). Fray Celestí des Torrents, que terminó este manuscrito el 17 de septiembre de 1343.»
El copista fue fray Celestín Destorrents, y lo acabó la díada de San Lamberto, el 17 de septiembre de 1343. El manuscrito original copiado procedía de la Cancillería Reial, y el 11 de noviembre de 1343 todavía no había sido devuelto, razón por la cual el rey Pedro IV de Aragón el Cerimonioso envió una carta al abad reclamando la devolución del original. La copia del monasterio de Poblet, pero, no fue una mera copia, sino que se produjeron muchos cambios en el vocabulario para adaptarlo al lenguaje de los lectores, ya que estaba dirigido a la lectura de los monjes. Se ampliaron diversos capítulos procedentes de otras obras que no existían en el original oficial. El códice es de pergamino y se caracteriza por un extremo cuidado en la elaboración. La riqueza del documento es patente en la orla que acompaña la escritura de las primeras hojas hechas a base de motivos vegetales, en las capillas iluminadas y en una miniatura a la hoja 27. Las guardas originales se perdieron y fueron religadas posteriormente. En una de las guardas hay escrito «Crónicas del Santo Rey en Jaime de buena memoria». Al final del volumen, enganchado en la cubierta, hay otro escrito que alude a la visita que en 1585 el rey Felipe II de Castilla realizó al monasterio de Poblet. Él mismo encargó una copia para la Real Biblioteca de San Lorenzo de El Escorial.
Manuscrito de 1380 (catalán)
El tercer códice data de 1380 y es una copia oficial en la que no aparecen ni los capítulos añadidos ni las adaptaciones lingüísticas que se hicieron en la copia del monasterio de Poblet. Se conoce actualmente con la sigla C y está depositado en la Biblioteca de Catalunya (Manuscrito Ms. 1734). El manuscrito procede de la Cancillería Reial del rey Pedro IV de Aragó, el Cerimonioso, el Ceremonioso, que mandó hacer una copia a uno de sus curiales: el aragonés Johan de Barbastro. La copia se finalizó el 1380, tal y como está registrado en el colofón del libro:
«Por mandato del Serenísimo Señor Pedro de Dios, agradezco al Rey de Aragón, Valence, Majorica, Cardinia y Córcega, y a los Condes de Barchinon, Roussillon y Ceritania [...] I Juan de Barbastro de los escritos del dicho Señor Rey de Aragón, natural de Cesaraugusta, escribió a la Ciudad de Barchinon en el Año de la Natividad del Señor. Mes. 300 1888».
El códice está escrito en letra gótica cancilleresca, y también en pergamino, a doble columna, con una lujosa capa letra inicial y otras también iluminadas en rojo y azul. La obra está encabezada por un prólogo que empieza así:
«Este es el comienzo del prólogo del libro que hizo el Rey Jaime, por Santa Gracia, Rey de Aragón , de Mallorca y Valentia , Conde de Barcelona y Conde de Urgell, y Señor de Montpellier, de todas sus hazañas y dones nuestro Señor le dio durante su vida».
Lo relevante de este códice es que Johan de Barbastro no hizo una copia del códice de Poblet, sino que copió un códice oficial de la Cancillería Real, hoy en día perdido. El hecho es que el rey Pedro el Cerimonioso comandó el Llibre dels fets tres veces, una para la ciudad de Valencia, una para Barcelona y la otra para Mallorca. El códice de Valencia se conservaba en la ciudad hasta que los jurados municipales lo regalaron a Felipe II de Castilla. Del de Barcelona tan solo nos resta un folio y el de Johan de Barbastro que se conservaba en Mallorca, acabó en manos del canónigo Guillem Terrassa, que lo regaló el 1778 a los condados de Ayamans de Mallorca. Estos lo conservaron hasta que el conde Marià Gual de Togores (1862–1933) vendió todos sus bienes de Mallorca. La mayoría de sus bienes los compró el banquero Juan March, pero el códice fue adquirido por el bibliófilo catalán Isidre Bonsoms i Sicart (1849–1922). El 1948, su viuda dio el códice a la Biblioteca de Catalunya.
Primera edición imprimida (1557)
Del resto del códice destaca el que está designado con la sigla D, que sirvió de base para la edición impresa encargada por los jurados de la ciudad de Valencia en 1557. El Llibre dels fets fue editado por primera vez en el siglo XVI, coincidiendo con un momento de gran reavivación de la historiografía. Esta primera edición fue encargada y pagada por los Jurados de la ciudad de Valencia, que fueron enviados, una vez imprimidos, a Felipe II de Castilla, que seguramente sentía una especial atracción por el Llibre dels fets de Jaime I y también se interesó por el códice H del Monasterio de Poblet.
Manuscrito de 1619 (catalán)
Otro manuscrito, con la sigla N, se conserva en la Real Academia de la Historia, y tiene la singularidad de contener notas marginales atribuidas a Jerónimo Zurita. Durante el siglo XVII se hicieron dos copias del manuscrito de Poblet; la primera es conocida con la sigla L y se conserva en el Archivo General de la Corona de Aragón, procedente del Convento de la Merced.
La otra copia de Poblet, sigla J, se hizo el 1619 y se conserva en la Biblioteca de la Universidad de Barcelona: el autor de esta copia fue el estudiante Jaume Ferrera, que realizó por mandamiento de su señor, el sacerdote Jaume Ramón Vila, que también añadió un prólogo. La singularidad de este manuscrito radica en el hecho que en el dicho prólogo el sacerdote explica que encargará la copia para desmentir las falsedades que historiadores castellanos lanzaron contra los catalanes. Así mismo, indica que las dos miniaturas son copia fiel del manuscrito original copiado, pero la segunda miniatura no figura en el facsímil del códice H, aunque en el folio posterior al códice haya las marcas de pintura del perdido folio 64.
Manuscritos
- 1314: Barcelona, Biblioteca Universitària de Barcelona. Ms. 64. (traducción al latín de Pere Marsili).
- 1343 (H): Barcelona, Biblioteca de la Universidad de Barcelona Ms. 1. (códice de la versión original en catalán más antiguo que se ha conservado, llamado también códice H o Códice de Poblet).
- 1380 (C): Barcelona, Biblioteca de Cataluña Ms. 1734 (català).
- XIV: Palma, Archivo del Reino de Mallorca, Códice 30
- XV (F): El Escorial, Real Biblioteca de San Lorenzo de El Escorial. (Códice fragmentado)
- XV (D): Madrid, Biblioteca del Palacio Real
- XVI (E): Madrid, Biblioteca Nacional de España. Ms. 10121.
- XVI (N): Madrid, Real Academia de la Historia. ms. 9-4769.
- 1619 (J): Barcelona, Biblioteca de la Universidad de Barcelona. Ms. 69.
- XVII (L): Barcelona, Archivo de la Corona de Aragón, Ms. 41
- XVII: Madrid, Biblioteca Nacional de España, Ms. 893
- XVIII: Madrid, Biblioteca Nacional de España, Ms. 320

Ediciones íntegras
- 1557. Valencia, Viuda de Joan Mey Flandro: Chronica, o commentari del gloriosissim e invictissim Rey en Iacme(edición facsímil en 2006; Editorial Base)[3]
- 1873. Barcelona. Chronica o comentaris del gloriosissim e invictissim Rey en Jacme primer, Rey Darago, de Mallorques e de Valencia, Compte de Barcelona e de Montpesler, a cura de Marià Aguiló i Fuster (reeditat en 1905)
- 1926–1962 (9 volums). Barcelona, Barcino (col·lecció popular Barcino):  Crònica, a cura de Josep Maria de Casacuberta.
- 1960. Barcelona, Editorial Barcino: Llibre dels fets (català medieval i català estàndard)
- 1971. Barcelona, Editorial Selecta: Les Quatre grans cròniques: Jaume I, Bernat Desclot, Ramon Muntaner, Pere III, a cura de Ferran Soldevila. (Reeditat el 1972 i 1982, Edicions 62; Crònica o Llibre dels fets; reedició de 2007, IEC; Llibre dels feits del rei En Jaume)
- 1972. Barcelona, Universitat de Barcelona: Libre dels feyts del Rey En Jacme, a cura de Martí de Riquer (edició facsímil del còdex de 1343 (H))
- 1991. Barcelona, Editorial Barcino: Les quatre grans Cròniques. I - Llibre dels feits del rei en Jaume, a cura de Jordi Bruguera (edición crítica en dos volúmenes, reeditado en 2005)
- 1991. Barcelona, Editorial Teide: Llibre dels fets, a cura de Josep M. Pujol (Reeditado en 1994, 1997 i 2003)
- 1995. Barcelona i Catarroja, Editorial Afers: Llibre dels fets de Jaume I, a cura d'Antoni Ferrando i Vicent Josep Escartí; toponimia: José Manuel Carrillo i Jordi Xavier Escartí. (Reeditat en 2005) (català estàndard)
- 2004. Barcelona, Editorial Proa: Llibre dels fets
- 2008. Barcelona, Editorial Proa. Ed. Proa: Llibre dels fets, a cura de Jordi Bruguera (catalán estándar)
- 2008. Alzira, Editorial Bromera. Ed. Bromera: Llibre dels fets, a cura de Francesc Machirant (català estàndard; adreçada a estudiantes de Bachillerato)
- 2008. Palma, Editorial Moll: Llibre dels fets, a cura de Josep Maria Pujol; Estudi: Agnès y Robert Vinas (Edición crítica con 200 ilustraciones a color, 16 mapas, 37 cuadros complementarios y 4 árboles genealógicos) (catalán estándar)